# Nieuwe Synagoge (Breslau)
De Nieuwe Synagoge of de Liberale - cq Hoofdsynagoge was de synagoge van de liberaal-joodse gemeente van Breslau, tegenwoordig de Poolse stad Wrocław. Het ontwerp werd net als de synagogen van Hannover en Koningsbergen in de stijl van eclecticisme en historisme ontworpen en geïnspireerd op de domkerken van Worms en Aken. De synagoge werd in 1872 geopend en tijdens de novemberpogroms in 1938 verwoest.

## Beschrijving

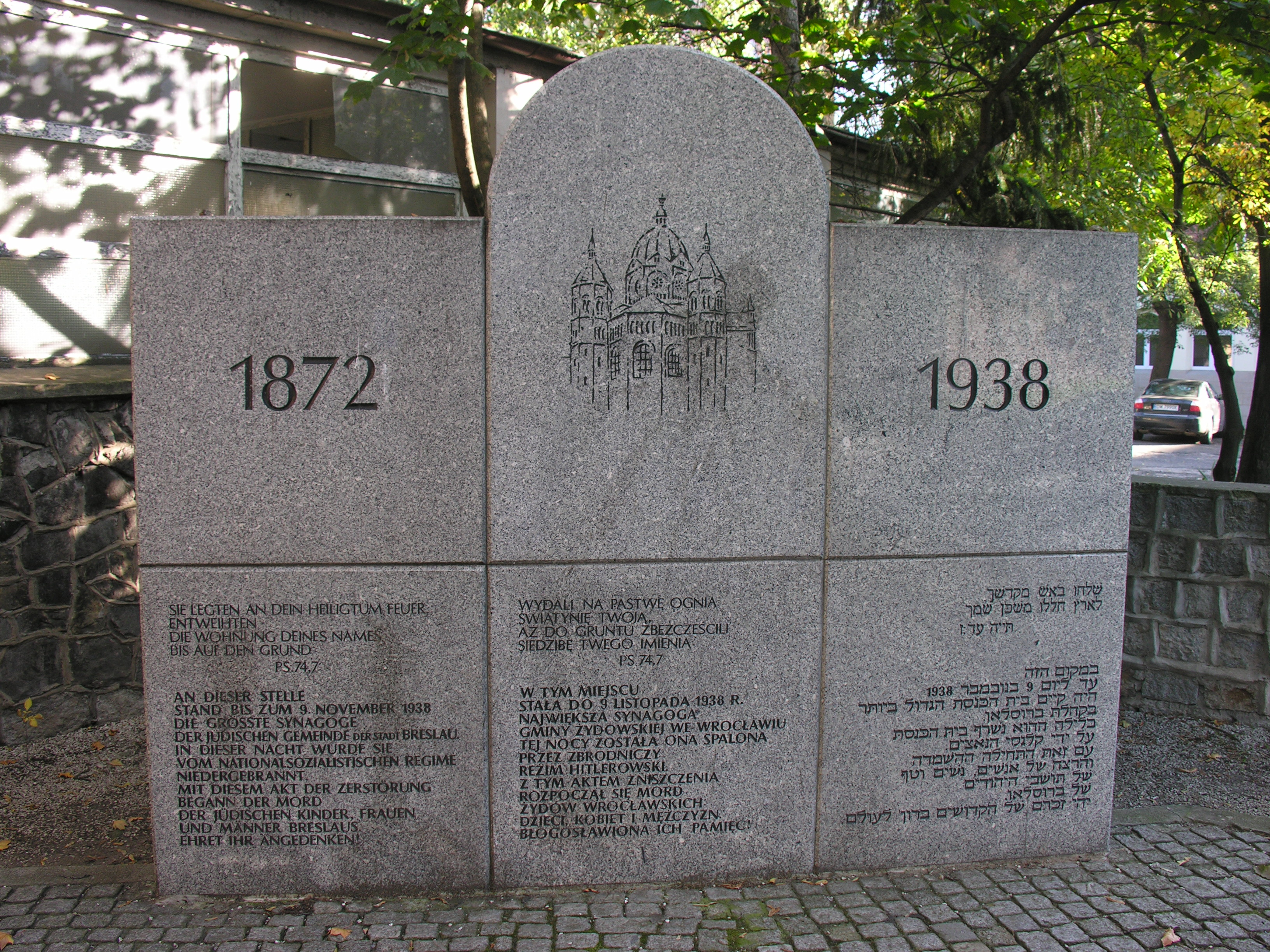
Monument

Het gebouw werd voor 2.000 bezoekers van de eredienst ontworpen. De overkoepelde centraalbouw werd versierd door vier polygonale lage hoektorens. Boven het hoofdportaal was een roosvenster te zien. 
De Nieuwe Synagoge werd ontworpen door Edwin Oppler (1831-1880), een architect uit Oels, tegenwoordig Oleśnica. Op 29 september 1872, op het feest van Rosj Hasjana, volgde de inwijding door de orthodoxe rabbijn Gedalja Tiktin en de liberale rabbijn Manuel Joel. Na de Nieuwe Synagoge van Berlijn werd de synagoge van Breslau de grootste van het land. 
Tijdens de Kristallnacht in 1938 werd de synagoge verwoest. Slechts de smeedijzeren omheining van de grond waarop de synagoge stond bleef bewaard.
Op het terrein van de synagoge bevindt zich tegenwoordig een bescheiden herdenkingsmonument, waarop in de talen Duits, Pools en Hebreeuws de woorden van Psalm 74:7 te lezen zijn:

Uw heiligdom is door het vuur verteerd; Uw woning is ontheiligd, Ten gronde toe in puin en as verkeerd

.

## Bouwtekeningen

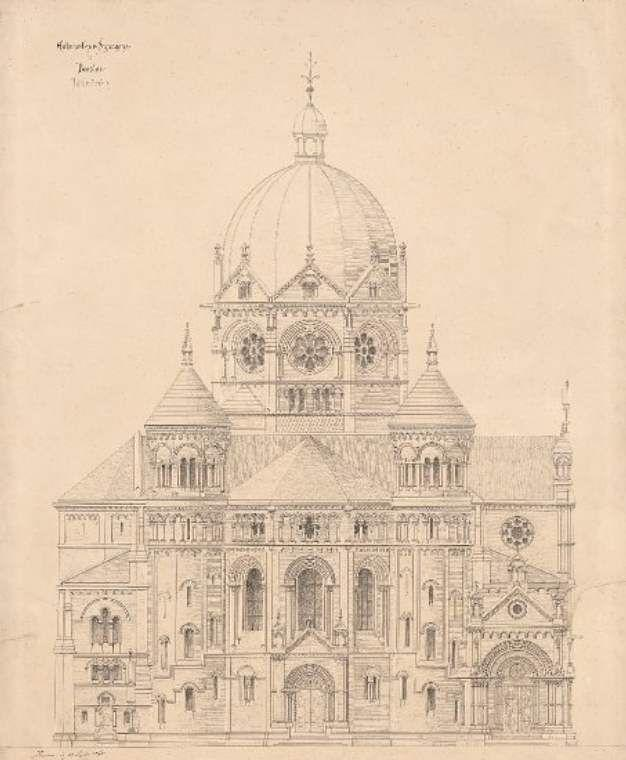
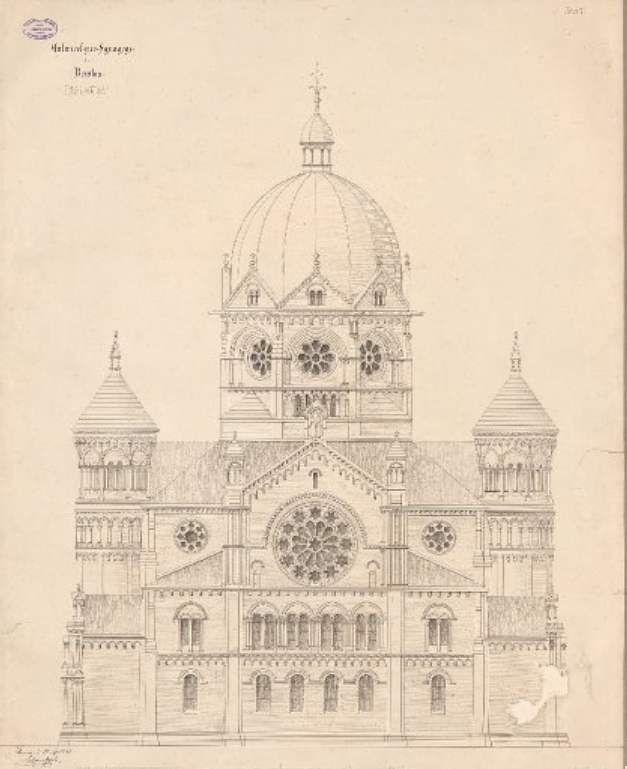
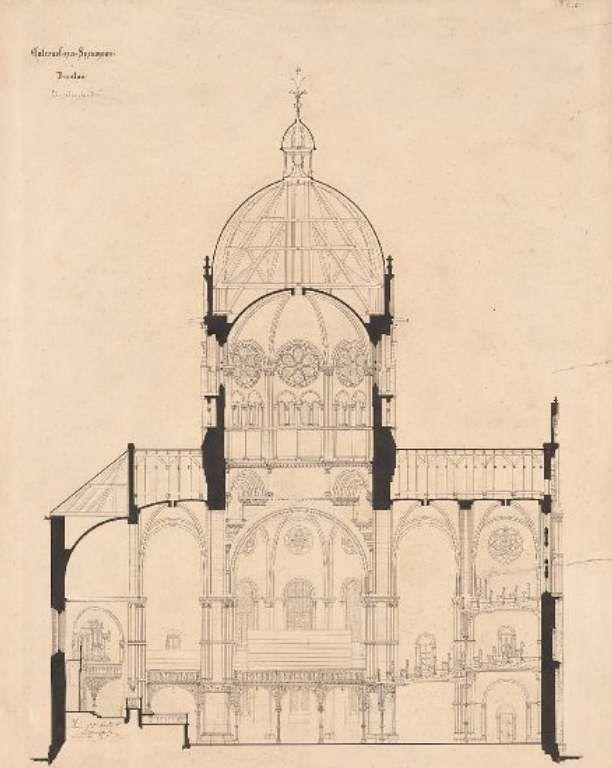
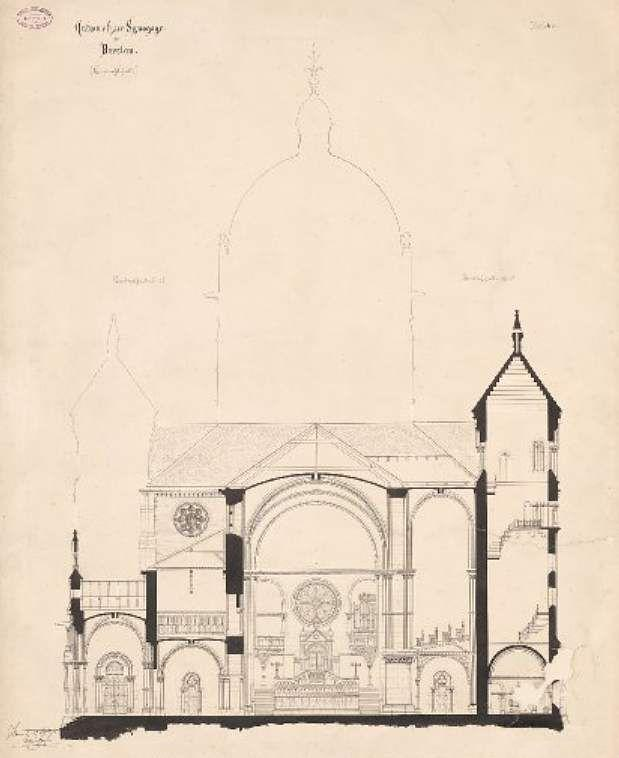
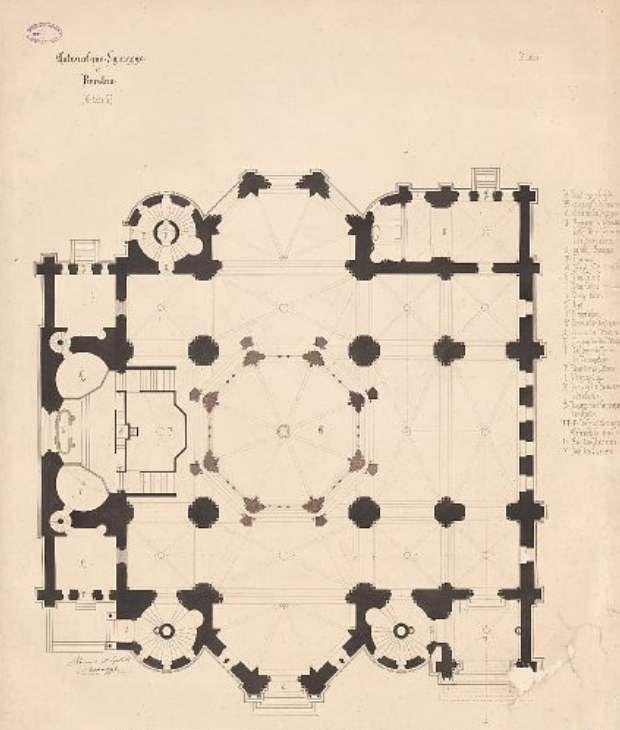